# Emma Tillman
Emmaline Fanchon Tillman, nata Faust (Gibsonville, 22 novembre 1892 – East Hartford, 28 gennaio 2007), è stata una supercentenaria statunitense che per soli 4 giorni detenne il titolo di Decana dell'umanità, dal 24 gennaio 2007 alla sua morte, avvenuta all'età di 114 anni e 67 giorni.

## Biografia
Emma Tillman era una dei 23 figli nati a Gibsonville, nella Carolina del Nord, dalla coppia di ex schiavi Alphonso Faust e Martha Gibson Faust. Il cognome da nubile, Faust, fu ereditato da Cane Faust, il proprietario della piantagione che prima della guerra civile era stato il padrone della famiglia. Nel 1900, la famiglia Faust si trasferì a Glastonbury, nel Connecticut, dove Emma divenne l'unica studentessa afroamericana a frequentare la Glastonbury High School e, nel 1909, la prima afroamericana in assoluto a diplomarvisi. Nonostante fosse interessata alla matematica finanziaria e già calcolasse i bilanci della fabbrica di tabacco di suo padre, si trasferì ad Hartford nel 1914 per lavorare come governante, unico lavoro pagato disponibile per lei all'epoca. Nello stesso anno Emma sposò Arthur Tillman (che morirà nel 1939) e, più tardi, ebbe due figlie da lui. Emma gestì il suo personale servizio di pasticceria e di catering per circa 60 anni, talvolta servendo i pasti anche ad importanti funzionari di Stato, tra cui i governatori Raymond E. Baldwin ed Ella Grasso, nonché ad altri personaggi celebri come Thomas Hepburn, di professione urologo, padre dell'attrice Katharine, a cui la Tillman fece da cuoca di famiglia per anni. Quattro dei fratelli di Emma morirono ad oltre 100 anni di età: un fratello, infatti, visse fino a 108 anni, una sorella fino a 105 e altri due fratelli vissero fino a 102.
Durante la sua vita, Emma Tillman fece molto attivismo nel campo dei diritti civili per le persone di colore, entrando a far parte di molte associazioni NAACP, tra cui il National Council of Negro Women.
Il giorno prima del suo 110º compleanno, l'allora governatore del Connecticut John G. Rowland proclamò che il suo compleanno, il 22 novembre, sarebbe stato ribattezzato "Emma Tillman Day" ("il giorno di Emma Tillman") all'interno dello Stato.
Emma Tillman fu una parrocchiana della Metropolitan African Methodist Episcopal Zion Church per oltre 80 anni; lì veniva spesso chiamata, in modo informale, "Madre della Chiesa". Era inoltre una parrocchiana della African Methodist Episcopal Church. Fece parte del coro della chiesa per oltre 70 anni e fu presidente senior per circa 15.
La signora Tillman visse in autonomia fino ai 110 anni; il 18 gennaio 2007 divenne la donna vivente più anziana al mondo, a seguito del decesso della 115enne canadese Julie Winnefred Bertrand. Sei giorni dopo, il 24 gennaio, divenne la persona vivente più anziana al mondo, per via della morte del 115enne portoricano Emiliano Mercado del Toro.
Morì il 28 gennaio 2007 in una casa di riposo a East Hartford, all'età di 114 anni e 67 giorni. La Tillman detiene il record del periodo più breve trascorso come persona più anziana al mondo (solo 4 giorni). A seguito della sua morte, la giapponese Yone Minagawa divenne Decana dell'Umanità.
Il 9 marzo del 2007 Emma Tillman venne ampiamente citata in una lezione espositiva, intitolata "Nature vs. the Tragedy of Emma Faust Tillman's Death" e realizzata da Felicia Nimue Ackerman, docente di filosofia all'Università Brown; l'esposizione si tenne al Karbank Symposium in Environmental Philosophy presso l'Università di Boston. Nella relazione venivano trattate molte questioni afferenti alla filosofia ambientale, in particolare il valore delle singole vite umane messo a confronto con il valore degli ambienti naturali e della loro salvaguardia.